# بركات الفرا
بركات أحمد بركات الفرا سياسي ودبلوماسي فلسطيني وأحد أعضاء حركة فتح. عمل سفيرًا لدولة فلسطين لدى جمهورية مصر العربية ومندوب فلسطين الدائم لدى جامعة الدول العربية بين عامي 2009 و2014.

## حياته
في عام 2009، فاز بانتخابات المجلس الثوري لحركة فتح التي عُقدت أثناء المؤتمر السادس لحركة فتح في بيت لحم وصار عضوًا فيه حتى عام 2016.
في 17 نوفمبر 2009، سلم أوراق اعتماده إلى الرئيس المصري سفيرًا لدولة فلسطين لدى مصر.